# Club Atlético Policial
El Club Atlético Policial es un equipo de fútbol de la ciudad de San Fernando del Valle de Catamarca, Provincia de Catamarca, Argentina. Disputó en el Torneo Regional Federal Amateur 2021/2022.
El estadio oficial del Club Atlético Policial es el Bicentenario Ciudad de Catamarca. En este recinto deportivo también juegan Club Atlético San Lorenzo de Alem y el Club Sportivo Villa Cubas.
En su historia, el club ha participado en los torneos regionales y nacionales organizados por la Asociación del Fútbol Argentino (AFA), entre ellos, la Copa Argentina, Torneo Federal B,  Torneo Regional Federal Amateur y la Liga Catamarqueña de Fútbol.

## Historia
El Club Atlético Policial es una entidad deportiva que se fundó el 31 de marzo de 1945, en San Fernando del Valle de Catamarca. La iniciativa de fundar el club fue ideada por varios policías, los mismos identificaron al equipo con los colores azul y amarillo en honor al Club Atlético Boca Juniors.  Para los años 1960, el club empezó a disputar una rivalidad que se conoció como el «clásico del Sur» frente a Vélez Sarsfield de Catamarca, aunque su clásico rival histórico es Estudiantes de La Tablada, club de su mismo barrio con el que disputa el denominado clásico de La Tablada. También comparte gran rivalidad con los equipos Club Sportivo Villa Cubas y Club Atlético San Lorenzo de Alem.
El primer mandatario de la institución fue Juan G. Ramírez-Gregorio de la Cuesta en 1945. Quien preside la institución actualmente es Daniel Lavatelli.

### Copa Argentina 2011/12
Un año que quedó en la historia del club fue 2011, cuando logró clasificarse como uno de los tantos representantes del Torneo Argentino B 2010/11 a la Copa Argentina 2011/12, que volvía a disputarse tras más de 40 años. En el certamen, consiguió superar la fase inicial: venció a Villa Cubas por 1 a 0; venció en los penales, tras igualar sin goles, a Central Córdoba de Santiago del Estero (que actualmente milita en Primera División); y venció en los penales, tras igualar 1 a 1, a San Martín de Tucumán. En la fase final consiguió un resultado histórico, al imponerse por 4 a 1 ante Instituto de Córdoba, accediendo a los 16avos de final de la copa siendo al momento su mejor desempeño en la misma y en una competición nacional. La suerte de los catamarqueños llegaría a su fin ante un club directamente afiliado a la AFA, al caer por 4 a 0 ante Barracas Central.

## Trayectoria
Participaciones en torneos nacionales y regionales:
- Copa Argentina
- Torneo Argentino B
- Torneo Federal B[9]
- Liga Catamarqueña de Fútbol[6]
- Torneo Regional Federal Amateur

Datos de interés
- Primer club catamarqueño en disputar Torneos Regionales.[7]
- Primer campeonato catamarqueño ganado en 1956.[1]
- Mayor goleada: 10 a 4 ante Chacarita (1960).[7]
- Valla invicta: Total de 8 fechas (2023)

## Palmarés
Torneos regionales
- Liga Catamarqueña de Fútbol (22): 1956 (2), 1959 (2), 1962 (2), 1964, 1965, 1966 (3), 1968 (2), 1969, 1976, 1979, 1982 (3), 2001, 2019, 2024.[10]